# Denmark Open 1939
Die Denmark Open 1939 im Badminton fanden vom 7. bis zum 9. April 1939 in Kopenhagen statt. 

## Herreneinzel
A. S. Samuel unterlag im Halbfinale gegen Ralph Nichols mit 10-15, 9-15. Nichols verlor dann das anschließende Finale gegen Tage Madsen mit dem gleichen Resultat. Samuel besiegte in der ersten Runde Carl Frøhlke mit 15-2 und 15-7, im Achtelfinale Kaj Boge mit 15-1 und 15-5 und im Viertelfinale Eric Kirchoff mit 8-15, 15-11 und 15-1.

## Finalergebnisse
| Disziplin    | Sieger                         | Finalist                       | Ergebnis            |
| ------------ | ------------------------------ | ------------------------------ | ------------------- |
| Herreneinzel | Tage Madsen                    | Ralph Nichols                  | 15–10, 15–9         |
| Dameneinzel  | Tonny Olsen                    | Queenie Allen                  | 11–5, 11–4          |
| Herrendoppel | Ralph Nichols Raymond M. White | Tage Madsen Carl Frøhlke       | 15–6, 15–3          |
| Damendoppel  | Queenie Allen Ruth Dalsgaard   | Betsy Staples Diana Doveton    | 12–15, 15–10, 15–11 |
| Mixed        | Ralph Nichols Betsy Staples    | Raymond M. White Diana Doveton | 17–14, 15–7         |